# Omul meciului
În sport, Omul meciului sau Jucătorul meciului reprezintă un premiu acordat jucătorului care s-a remarcat cel mai mult pe teren în partida respectivă. Termenul a fost inițial utilizat în Cricket, înainte de a fi adoptat și în alte sporturi. Jucătorul desemnat poate fi de la oricare echipă, însă de obicei acesta provine de la echipa învingătoare.